# Écija Balompié
Écija Balompié ist ein spanischer Fußballverein aus Écija bei Sevilla. Die Mannschaft spielt in der Saison 2017/18 in der Tercera División, Gruppe X.

## Geschichte

### Zeit in den unteren Ligen
Écija Balompié wurde ursprünglich im Jahre 1939 gegründet, später aufgelöst und 1968 wieder neu gegründet. Der spanische Verband half dem Verein mit Geld und Ausrüstung, damit dieser wieder auf die Beine kommt. Im Jahr 1969 bestritt der Verein seinen ersten offiziellen Wettbewerb. Es sollte jedoch noch bis 1987 dauern, bis Écija Balompié der „Liga Regional“ entkam. Nach dem Aufstieg in die Tercera División konnte der Club zweimal auf dem 2. Platz die Saison beenden, scheiterte beide Male jedoch in den Play-offs.

### Erfolgreiche Zeiten
In der Saison 1991/92 erfolgte der nächste Aufstieg, diesmal in die drittklassige Segunda División B. In den folgenden drei Jahren wurde ein erneuter Aufstieg, diesmal in die Segunda División, nur knapp verfehlt. Im Juni 1995 gelang schließlich der erhoffte Aufstieg nach einem 4:2-Auswärtserfolg bei UD Levante im Hinspiel und einem Unentschieden zu Hause im Rückspiel. In der ersten Saison gelang als Dreizehnter der Klassenerhalt. Nach zwei Jahren in der Segunda División stieg Écija in der Folgesaison als 20. wieder ab.

### Nach dem Abstieg aus der Segunda División
Nach dem Abstieg 1997 gelang dem Verein bis heute der Wiederaufstieg nicht. Zuletzt überregional in Erscheinung trat der Club in der Copa del Rey 2006/07, als man gegen das große Real Madrid antrat und zu Hause ein Unentschieden erreichen konnte.
In der Saison 2007/08 wurde Écija Meister der Segunda División B, Gruppe IV, scheiterte jedoch in den Entscheidungsspielen um den Aufstieg in die Segunda División. 2014 stieg der Verein in die Tercera División ab, in der er seitdem spielt.

## Stadion
Écija spielt im Estadio Municipal San Pablo, welches eine Kapazität von 6.000 Zuschauern hat und dessen Spielfeld 103 × 69 Meter misst.

## Trikot
- Heimtrikot: Blaues Trikot, Weiße Hose, Blaue Stutzen
- Auswärtstrikot: Gelbes Trikot, Blaue Hose, Gelbe Stutzen

## Erfolge
- 1986/87 – Aufstieg in die Tercera División
- 1991/92 – Aufstieg in die Segunda División B
- 1994/95 – Aufstieg in die Segunda División

## Bekannte ehemalige Spieler
- Katxorro
- Wilfred Agbonavbare
- Rafael Gordillo